# Park Young-sin
Park Young-sin (ur. 18 września 1972) – południowokoreański zapaśnik w stylu klasycznym. Zajął ósme miejsce na mistrzostwach świata w 1997. Brązowy medalista mistrzostw Azji w 1997. Drugi w Pucharze Świata w 1997 roku.